# غلام حسين سليم
غلام حسين سليم زيدبوري كان مؤرخًا هاجر إلى البنغال وعمل هناك مديرًا لمكتب بريد شركة الهند الشرقية الإنجليزية تحت قيادة جورج أودني [الإنجليزية]
 (مقيم تجاري في شركة الهند الشرقية). وبناءً على طلب أودني، قام المؤلف بتأليف كتاب تاريخ البنغال بعنوان رياض السلاطين، والذي اكتمل في عامي 1787 و1788. توفي في عام 1817-1818.